# Alberto I de Mecklemburgo
Alberto I, señor de Mecklemburgo (después de 1230 - 15 o 17 de mayo de 1265) fue brevemente gobernante conjunto de Mecklemburgo desde 1264 hasta 1265.
Era un hijo de Juan I y su esposa, Lutgarda de Henneberg (1210-1267), una hija del conde Poppo VII de Henneberg. Gobernó junto con su hermano Enrique I. Puede que se casara con una hija de Nicolás I de Werle, pero no ha sobrevivido documentación de semejante matrimonio, o de ningún hijo.
Alberto I murió en 1265 y fue enterrado en la catedral de Bad Doberan.